# Diederik I van Montbéliard
Diederik II van Bar (ca. 1045 - ca. 2 januari 1105) was de oudste erfzoon van Lodewijk van Montbéliard en van Sophia van Bar.
Bij het overlijden van zijn vader, eiste Diederik het hertogdom Lotharingen op, zoals ook zijn vader had gedaan. Hij stootte daarbij op de tegenstand van keizer Hendrik IV. Daarop plunderde Diederik uit weerwraak het prinsbisdom Metz, maar werd verslagen door de bisschop van Metz en door Diederik van Opper-Lotharingen. Wel was Diederik graaf van Ferrette en Altkirch (1076), Bar en Mousson (1093), en voogd van Saint-Mihiel. Nadat hij zich met de Kerk verzoend had, stichtte Diederik de abdij van Hagenau in 1074, en kloosters in Walburg en Biblisheim en liet hij de kerk van Mömpelgard in 1080 wederop bouwen. Diederik had een gelofte gedaan om deel te nemen aan de Eerste Kruistocht maar werd wegens slechte gezondheid daarvan ontslagen, wel vaardigde hij zijn zoon Lodewijk af. In 1100 kreeg Diederik het bisdom Verdun in erfpacht. Diederik is begraven in de kathedraal van Autun.
Diederik was gehuwd met Ermentrude (ca. 1050 - na 1105), dochter van Willem I van Bourgondië. Zij kregen de volgende kinderen:
- Frederik I van Ferrette en Altkirch (ca. 1075 - 19 juli ca. 1160), gehuwd met Petrissa van Zähringen en daarna met Stephanie van Vaudémont, schonk de kerk van Altkirch aan Cluny, stichtte het klooster van Feldbach en was voogd van de abdij van Lure. Kreeg bij zijn tweede vrouw een zoon: Lodewijk die deelnam aan de Derde Kruistocht.
- Reinoud I (ca. 1076-1150)
- Diederik (1081-1163), graaf van Montbéliard
- Lodewijk († 1102), nam deel aan het beleg van Nicea en was een aanvoerder tijdens het beleg van Antiochië, werd na zijn terugkeer in Altkirch door een van zijn bedienden vermoord.
- Stephanus, (ovl. Metz, 19 december 1162), van jongs af aan voor de kerk bestemd en opgevoed door zijn oom, bisschop Guy van Vienne die later paus Calixtus II zou worden. Werd aartsdeken van Toul en in 1120 bisschop van Metz. Nam in 1147 samen met zijn broer Reinoud deel aan de Tweede Kruistocht, begraven in de kathedraal van Metz.
- Willem, overleden voor 1105
- Hugo, overleden voor 1105
- Gunthildis († 1131), abdis van Biblisheim, heilig verklaard
- Agnes, in 1104 gehuwd met Herman II van Salm († 1136), zoon van Herman van Salm
- Mathilde, getrouwd met Adalbert van Mörsberg, kleinzoon van Everhard van Nellenburg.

Ermentrude stichtte op 8 maart 1105 een abdij van de Orde van Cluny in Froidefontaine. Zij is net als Diederik begraven in de kathedraal van Autun.